# Giải NBRMP cho nữ diễn viên phụ xuất sắc nhất

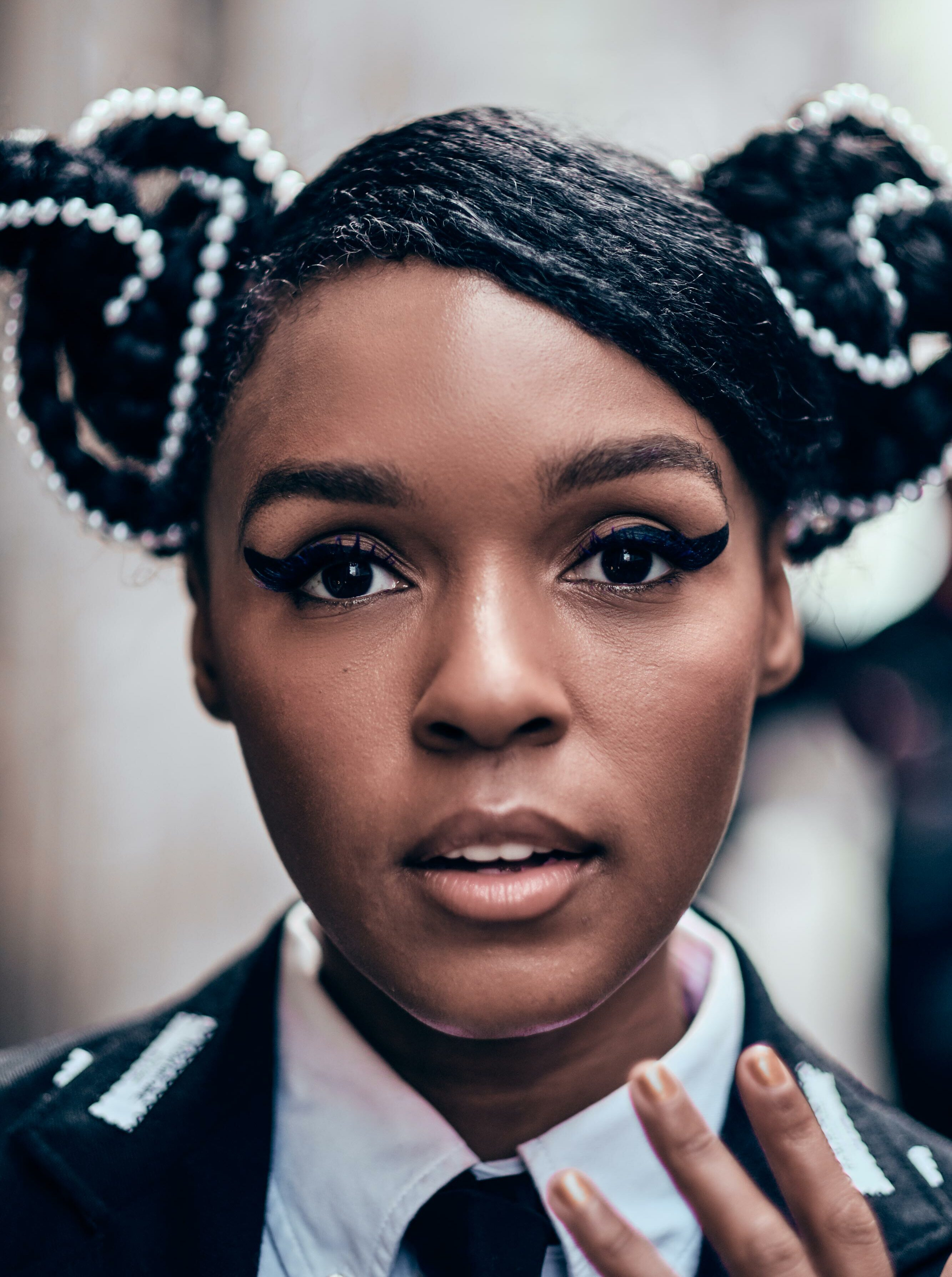
Giải NBRMP cho nữ diễn viên phụ xuất sắc nhất

Giải NBRMP cho nữ diễn viên phụ xuất sắc nhất là một giải của NBRMP dành cho nữ diễn viên đóng vai phụ trong một phim, được bầu chọn là xuất sắc nhất. Giải này được lập từ năm 1954.

## Các người đoạt giải

### Thập niên 1950
| Năm  | Diễn viên        | Phim                        | Vai diễn |
| ---- | ---------------- | --------------------------- | -------- |
| 1954 | Nina Foch        | Executive Suite             |          |
| 1955 | Marjorie Rambeau | A Man Called Peter          |          |
| 1955 | Marjorie Rambeau | The View from Pompey's Head |          |
| 1956 | Debbie Reynolds  | The Catered Affair          |          |
| 1957 | Sybil Thorndike  | The Prince and the Showgirl |          |
| 1958 | Kay Walsh        | The Horse's Mouth           |          |
| 1959 | Edith Evans      | The Nun's Story             |          |

### Thập niên 1960
| Năm  | Diễn viên           | Phim                          | Vai diễn        |
| ---- | ------------------- | ----------------------------- | --------------- |
| 1960 | Shirley Jones       | Elmer Gantry                  |                 |
| 1961 | Ruby Dee            | Raisin in the Sun             |                 |
| 1962 | Angela Lansbury     | All Fall Down                 | Annabel Willart |
| 1962 | Angela Lansbury     | The Manchurian Candidate      | Eleanor Iselin  |
| 1963 | Margaret Rutherford | The VIPs                      |                 |
| 1964 | Edith Evans         | The Chalk Garden              |                 |
| 1965 | Joan Blondell       | The Cincinnati Kid            |                 |
| 1966 | Vivien Merchant     | Alfie                         |                 |
| 1967 | Marjorie Rhodes     | The Family Way                |                 |
| 1968 | Virginia Maskell    | Interlude                     |                 |
| 1969 | Pamela Franklin     | The Prime of Miss Jean Brodie |                 |

### Thập niên 1970
| Năm  | Diễn viên       | Phim                         | Vai diễn           |
| ---- | --------------- | ---------------------------- | ------------------ |
| 1970 | Karen Black     | Five Easy Pieces             |                    |
| 1971 | Cloris Leachman | The Last Picture Show        |                    |
| 1972 | Marisa Berenson | Cabaret                      |                    |
| 1973 | Sylvia Sidney   | Summer Wishes, Winter Dreams |                    |
| 1974 | Valerie Perrine | Lenny                        |                    |
| 1975 | Ronee Blakley   | Nashville                    |                    |
| 1976 | Talia Shire     | Rocky                        |                    |
| 1977 | Diane Keaton    | Annie Hall                   |                    |
| 1978 | Angela Lansbury | Death on the Nile            | Salome Otterbourne |
| 1979 | Meryl Streep    | Kramer vs. Kramer            |                    |
| 1979 | Meryl Streep    | Manhattan                    |                    |
| 1979 | Meryl Streep    | The Seduction of Joe Tynan   |                    |

### Thập niên 1980
| Năm  | Diễn viên             | Phim                           | Vai diễn |
| ---- | --------------------- | ------------------------------ | -------- |
| 1980 | Eva Le Gallienne      | Resurrection                   |          |
| 1981 | Mona Washbourne       | Stevie                         |          |
| 1982 | Glenn Close           | The World According to Garp    |          |
| 1983 | Linda Hunt            | The Year of Living Dangerously |          |
| 1984 | Sabine Azema          | A Sunday in the Country        |          |
| 1985 | Anjelica Huston       | Prizzi's Honor                 |          |
| 1986 | Dianne Weist          | Hannah and Her Sisters         |          |
| 1987 | Olympia Dukakis       | Moonstruck                     |          |
| 1988 | Francis McDormand     | Mississippi Burning            |          |
| 1989 | Mary Stuart Masterson | Immediate Family               |          |

### Thập niên 1990
| Năm  | Diễn viên            | Phim                 | Vai diễn |
| ---- | -------------------- | -------------------- | -------- |
| 1990 | Winona Ryder         | Mermaids             |          |
| 1991 | Kate Nelligan        | Frankie and Johnny   |          |
| 1992 | Judy Davis           | Husbands and Wives   |          |
| 1993 | Winona Ryder         | The Age of Innocence |          |
| 1994 | Rosemary Harris      | Tom & Viv            |          |
| 1995 | Mira Sorvino         | Mighty Aphrodite     |          |
| 1996 | Juliette Binoche     | The English Patient  |          |
| 1996 | Kristin Scott Thomas | The English Patient  |          |
| 1997 | Anne Heche           | Donnie Brasco        |          |
| 1997 | Anne Heche           | Wag the Dog          |          |
| 1998 | Christina Ricci      | The Opposite of Sex  |          |
| 1999 | Julianne Moore       | Magnolia             |          |
| 1999 | Julianne Moore       | A Map of the World   |          |
| 1999 | Julianne Moore       | An Ideal Husband     |          |

### Thập niên 2000
| Năm  | Diễn viên         | Phim                                              | Vai diễn        |
| ---- | ----------------- | ------------------------------------------------- | --------------- |
| 2000 | Lupe Ontiveros    | Chuck & Buck                                      | Beverly Franco  |
| 2001 | Cate Blanchett    | The Lord of the Rings: The Fellowship of the Ring | Galadriel       |
| 2001 | Cate Blanchett    | The Man Who Cried                                 | Lola            |
| 2001 | Cate Blanchett    | The Shipping News                                 | Petal Quoyle    |
| 2002 | Kathy Bates       | About Schmidt                                     | Roberta Hertzel |
| 2003 | Patricia Clarkson | Pieces of April                                   | Joy Burns       |
| 2003 | Patricia Clarkson | The Station Agent                                 | Olivia Harris   |
| 2004 | Laura Linney      | Kinsey                                            | Clara McMillen  |
| 2005 | Gong Li           | Memoirs of a Geisha                               | Hatsumomo       |
| 2006 | Catherine O'Hara  | For Your Consideration                            | Marilyn Hack    |
| 2007 | Amy Ryan          | Gone Baby Gone                                    | Helene McCready |
| 2008 | Penelope Cruz     | Vicky Cristina Barcelona                          | María Elena     |